# Islam Karimov
Islam Abdug‘aniyevich Karimov (tiếng Uzbek: Ислом Абдуғаниевич Каримов; tiếng Nga: Ислам Абдуганиевич Каримов) (30 tháng 1 năm 1938 – 2 tháng 9 năm 2016) là tổng thống đầu tiên của nước Cộng hòa Uzbekistan. Ông giữ chức vụ này từ năm 1990 cho đến khi qua đời năm 2016.

## Tiểu sử
Vừa ra đời, Islam Karimov đã được đưa đến một trại trẻ mồ côi ở Samarkand. Lớn lên, ông học ngành kinh tế và kỹ sư, rồi vào Đảng Cộng sản Liên Xô. Năm 1989, ông trở thành Bí thư thứ nhất Đảng Cộng sản Liên Xô tại Uzbekistan. Ngày 24 tháng 3 năm 1990, ông trở thành Tổng thống Cộng hòa Soviet Uzbekistan.
Ngày 31 tháng 8 năm 1991, ông tuyên bố Uzbekistan độc lập, thành lập nước Cộng hòa Uzbekistan và trở thành Tổng thống đầu tiên của nước này. Trong cuộc bầu cử tổng thống năm 2000, ông tái đắc cử với tỷ lệ ủng hộ lên tới 91,9%. Đối thủ duy nhất của ông là Abdulhafiz Jalalov từng ám chỉ rằng vị này ra tranh cử chỉ để cho cuộc bầu cử có vẻ dân chủ. Năm 2007, ông tiếp tục tái đắc cử.
Về lập trường chính trị, Islam Karimov được coi là chuyên quyền, có thái độ cứng rắn và gây khó khăn cho các chính đảng khác. Ông theo đạo Hồi có lẽ từ khi Uzbekistan độc lập chỉ để giảm nhẹ sự chống đối của Hồi giáo. Sau sự kiện khủng bố đồng loạt ngày 11 tháng 9 năm 2001 ở Mỹ, Islam Karimov tỏ rõ thái độ ủng hộ Mỹ, và trở thành đồng minh của Mỹ trong cuộc chiến tranh chống chủ nghĩa khủng bố và chiến tranh chống Taliban ở Afganistan. Trong khoảng thời gian từ năm 1991 đến năm 2004, chính quyền của Islam Karimov đã tống vào tù khoảng 7000 người Uzbek bị phán xét là phần tử Hồi giáo cực đoan. Phong trào Hồi giáo Uzbekistan và Hizb-ut-Tahrir bị kết tội là các tổ chức khủng bố. Hai lãnh tụ Tohir Yo‘ldosh và Juma Namangani của Phong trào Hồi giáo Uzbekistan bị chính quyền xử tử hình vắng mặt.
Ngày 29 tháng 8 năm 2016, Karimov phải đi cấp cứu do đột quỵ. Ông mất ngày 2 tháng 9 năm 2016 tại Tashkent sau 26 năm cầm quyền vì xuất huyết não, thọ 78 tuổi.